# Havsforskningsinstitutet

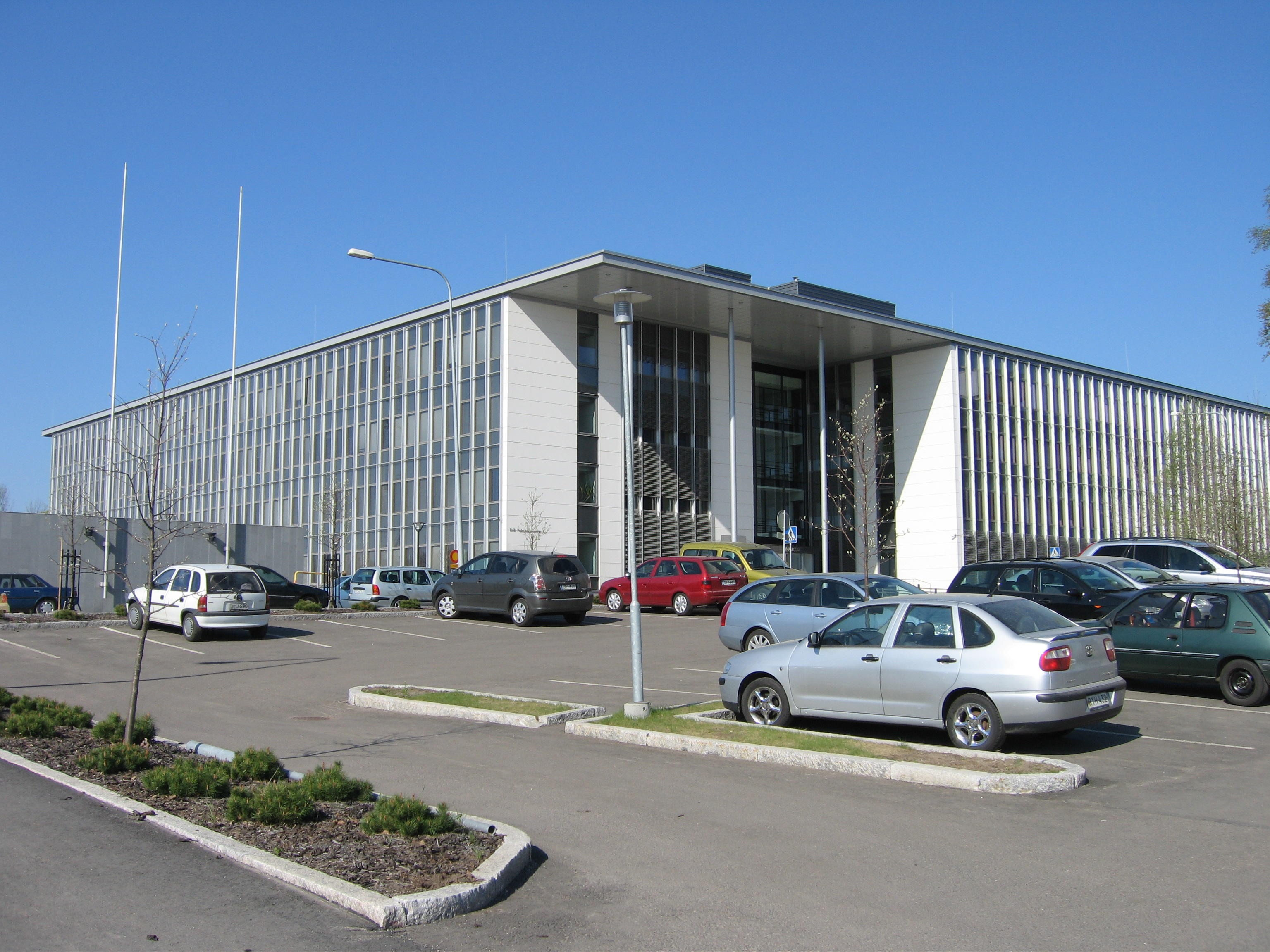
Dynamicum, Gumtäkt, Helsingfors

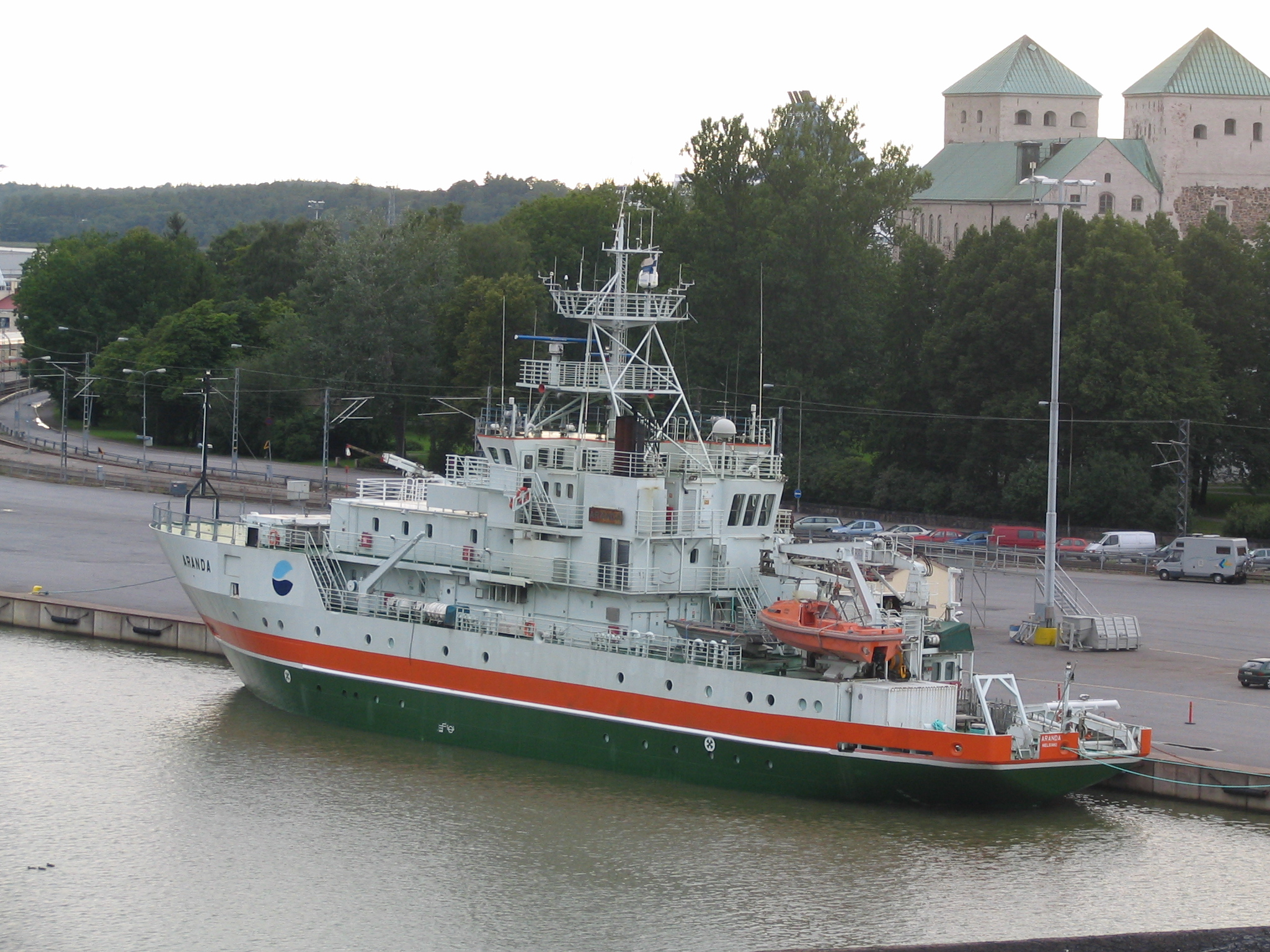
R/V Arande i Aura å i Åbo

Havsforskningsinstitutet (finska: Merentutkimuslaitos, internationellt Finnish Institute of Marine Research, FIMR) var ett i Finland genom förordning av 19 november 1918 grundat statligt forskningsinstitut, som 1 januari 1919 ersatte de av Finska Vetenskapssocieteten förut med statsunderstöd bedrivna hydrografiska havsundersökningarna.
Institutet hade till uppgift att ansvara för den vetenskapliga undersökningen rörande de Finland omgivande havens allmänna tillstånd, fysikaliska och kemiska egenskaper, vattenstånds-, ström- och isförhållanden samt härmed sammanhängande frågor och företräda Finland vid det internationella samarbetet på dessa områden. Institutet lydde under kommunikationsministeriet och hade 2008 omkring 118 anställda. Verksamheten var tillsammans med Meteorologiska institutet förlagd till byggnaden Dynamicum på Gumtäkts campusområde i Helsingfors.
Havsforskningsinstitutet upphörde den 1 januari 2009 enligt beslut i riksdagen. Dess uppgifter överfördes till Meteorologiska institutet och Finlands miljöcentral.

## Överdirektörer
- Rolf Witting (1918–1936)
- Erik Palmén (1939–1947)
- Risto Jurva (1947–1953)
- Ilmo Hela (1955–1975)
- Aarno Voipio (1975–1989)
- Pentti Mälkki (1990–2004)
- Eeva-Liisa Poutanen (2005–2008)